# Nacoleia auronitens
Nacoleia auronitens là một loài bướm đêm trong họ Crambidae.